# クシエルの遺産
『クシエルの遺産』（Kushiel's Legacy）は、ジャクリーン・ケアリーによるファンタジー小説のシリーズであり、“フェードル三部作”、“イムリエル三部作”、"モイリン三部作"から成る。中世ヨーロッパと類似する架空の世界を扱うため、歴史ファンタジーと考えることができる。

## 作品
“クシエルの遺産” は以下の小説からなる。出版順は物語の時間的な流れと一致している。
- フェードル三部作シリーズ（フェードル・ノ・デローネイの物語）
  - 第一部 クシエルの矢 （Kushiel's Dart、2001年6月）
    1. クシエルの矢 八天使の王国（2009年6月、早川書房、ISBN 978-4-15-020498-3）
    2. クシエルの矢 蜘蛛たちの宮廷（2009年8月、早川書房、ISBN 978-4-15-020501-0）
    3. クシエルの矢 森と狼の凍土（2009年10月、早川書房、ISBN 978-4-15-020503-4）

  - 第二部 クシエルの使徒 （Kushiel's Chosen、2002年8月）
    1. クシエルの使徒 深紅の衣（2009年12月、早川書房、ISBN 978-4-15-020506-5）
    2. クシエルの使徒 白鳥の女王（2010年2月、早川書房、ISBN 978-4-15-020510-2）
    3. クシエルの使徒 罪人たちの迷宮（2010年4月、早川書房、ISBN 978-4-15-020513-3）

  - 第三部 クシエルの啓示 （Kushiel's Avatar、2003年4月）
    1. クシエルの啓示 流浪の王子（2010年6月、早川書房、ISBN 978-4-15-020516-4）
    2. クシエルの啓示 灼熱の聖地（2010年8月、早川書房、ISBN 978-4-15-020519-5）
    3. クシエルの啓示 遥かなる道（2010年10月、早川書房、ISBN 978-4-15-020522-5）
- イムリエル三部作シリーズ[1]（イムリエル・ド・ラ・クールセルの物語）
  - 第一部 （Kushiel's Scion、2006年6月、日本語訳未公刊）
  - 第二部 （Kushiel's Justice、2007年6月、日本語訳未公刊）
  - 第三部 （Kushiel's Mercy、2008年6月、日本語訳未公刊）

当初、“クシエルの使徒”は“ナーマーの召使” (Naamah's Servant)、“クシエルの啓示”は“エルーアの子” (Elua's Child) と呼ばれる予定であったが、連続性及びブランドのために変更された。
さらに、“Songs of Love and Death”(2010) におさめられた“You and You Alone”という作品がある。これはフェードルの養父であり師であったアナフィール・デローネイの謎めいた過去と、波乱に満ちた一生を通しての愛を描く。“クシエルの矢”と“クシエルの使徒”の間に読むことが勧められている。
モイリン三部作ではイサンドルの子孫モイリンの活躍を描く。
- モイリン三部作（モイリン〈Maghuin Dhonn〉の物語）
  1. Naamah's Kiss （2009年6月、日本語訳未公刊）
  2. Naamah's Curse （2010年6月、日本語訳未公刊）
  3. Naamah's Blessing （2011年6月、日本語訳未公刊）

## 背景
“クシエルの遺産”の主な舞台はフランスを思わせるテールダンジュ国、すなわち天使国である。その国民は天使国人と呼ばれ、聖なるエルーアとその仲間の堕天使の子孫である。唯一の神の御子であるユーシフの子イェシュアが十字架にかけられた時、地に落ちた血が聖女マグダレーナの涙と交じった後に母なる大地によって再生させられ、エルーアは生を受けた。祖父たる唯一の神にはねつけられて、エルーアは仲間の8柱の天使と大地をさまよった。幾年もの放浪の後に、エルーアと天使たちは後にテールダンジュとなる土地に落ち着いた。エルーアは“汝、涸れるまで愛せ”の教えを奉じ、エルーアと天使たちは当地の人間と交じりあって天使国人を生み出すことになった。エルーアはディオニューソスと“放浪する豊穣の神”を合わせたもので、自然、愛そして自由と結びついた存在である。
“クシエルの遺産”はエルーアの時代から約千年後が舞台であり、天使国人はエルーアとその8天使の仲間を神として信仰している。天使国人はエルーアの教え“汝、涸れるまで愛を尽くせ”を実践して生き、またナーマーが放浪の間自ら夜をひさいでエルーアの暮らしを支えたために、春を売る営みを神聖なる奉仕と見なしている。この奉仕は独自のギルドによって管理されている。さらに、各花館はナーマーが春を売った理由について独自の解釈を行い、これらの花館から構成される“夜の法廷”で奉仕することはナーマーの奉仕における最高のものであると見なされている。
テールダンジュは7つの領からなっており、それぞれの領が一人の天使を守護としている。カシエルだけは定命の愛に背を向け、また唯一の神を真に拒否はしなかったがために、守護する領を持たない。クールセル王家はラニャースにある王都エルーアからテールダンジュを統治する。シリーズ冒頭においては、テールダンジュと周辺諸国であるアラゴニア(スペインにあたる)およびチェルディッカ連合(中世の分裂したイタリアにあたる)、そして遠きケベル・イム・アッカド(イラン、アフガニスタン、イラク、パキスタンにあたる大国)との関係は一般に良好であった。しかしスカルディア(ドイツがモデル)は長く天使国の征服を図っている。早瀬の主の影響のもとで、アルバ(イギリスにあたる)およびエーラ(アイルランドにあたる)とは希薄ながらも良好な関係を保っている。
シリーズ最初の3作の主人公はアングィセットたるフェードル・ノ・デローネイである。その特殊な能力によってフェードルは祖国を恐ろしい運命から救うことが出来た。次の三部作はフェードルの養子となったイムリエル・ノ・モントレーブ・ド・ラ・クールセルの物語である。第三の三部作の主人公はアレースの子孫モイリンの物語である。

## フェードル三部作のあらすじ

### クシエルの矢
テールダンジュの王都エルーアの神娼の子として生まれたフェードルは花館で育つが、瞳にクシエルの矢と呼ばれる赤い染みがある。フェードルは痛みを快楽と感じ、すみやかに跡形もなく傷が癒えるアングィセット体質であることが分かり、貴族アナフィール・デローネイに引き取られ、アルクィンとともにスパイとしての教育を受ける。だがメリザンドの立てた宮廷陰謀に巻き込まれ、師のアナフィールと友のアルクィンは殺され、フェードルは護衛の騎士ジョスリンとともに隣国スカルディアに奴隷として売られる。
フェードルはスカルディアの指導者ヴァルデマール・セリグの臥所の奴隷となり、貴族と内通してテールダンジュを侵略する陰謀を知る。フェードルとジョスリンは逃げ出し、王都に戻る。二人はアナフィール殺人の罪で告発されていることを知り、ツィンガン人(ジプシー、あるいはロマ民族にあたる)でフェードルの親友ヒアシンスを頼って、イサンドル女王に陰謀を知らせる。
女王は、密かにフェードルを海を隔てた隣国アルバに送って婚約者ドラスタンの援軍を求める。フェードルはヒアシンスを伴ってアルバにわたり、内乱を勝ち抜き大クルアハとなったドラスタンは援軍を率いてテールダンジュに向かう。海峡を支配する超自然的な存在の早瀬の主は、ヒアシンスを自分の後継ぎとして留める条件でアルバ軍を通す。
フェードルは、スカルディアに内通していたイシドール公爵に、メリザンドとセリグが裏切るつもりでいることを話して、テールダンジュ防衛に立たせ、スカルディア軍は敗れセリグは戦死する。メリザンドは捕えられ大逆罪で死刑を宣告されるが脱走する。女王はドラスタンと婚儀を挙げ、フェードルの汚名をそそぎ、アナフィールの領地を与えて貴族とする。フェードルのもとに、メリザンドから挑戦の徴が届く。

### クシエルの使徒
メリザンドからの挑戦を受け取ったフェードルはメリザンド脱走の経緯を調査するため、王都に戻ってふたたび神娼となる。そのためジョスリンとの間に溝を生じ、ジョスリンはイェシュト人(ユダヤ人にあたる)の宗教に魅かれるようになる。
フェードルとジョスリンは手掛かりを追ってラ・セレニッシマ(ヴェネツィアにあたる)に旅し、当地に住むイサンドルの大叔父ベネディクトがメリザンドと結婚し子をもうけたことを知る。ベネディクトはイサンドルを殺し王位を奪う陰謀を立てており、真相を知ったフェードルは孤島の牢に閉じ込められる。ジョスリンが助けにやって来るが、フェードルは海に落ち、イリュリア人(スロバキア、クロアチア、ボスニア、セルビア、アルバニアにあたる地域)の海賊カザンに救われ、クリティ島(クレタ島にあたる)にたどり着く。フェードルは、王都エルーアを侵略から守るようバルクィール・ド・ランヴェール公爵に手紙を送る。
フェードルはラ・セレニッシマに密航し、ジョスリンと再会し、当地を訪れているイサンドル女王の暗殺を阻止する。ベネディクトは死ぬが、メリザンドはアシェラト寺院の庇護を得てテールダンジュの裁きから逃れ、二人の息子のイムリエル王子は行方不明となる。女王とフェードルはエルーアに向かい、王都を包囲中のサマヴィーユ公爵を逮捕する。ジョスリンはフェードルの伴侶となる。

### クシエルの啓示
メリザンドは、フェードルが息子イムリエルを探してくれれば、ヒアシンスを解放するために必要な唯一の神の名前を知る謎のダン族の居場所を教えると言う。フェードルはメネケット(エジプトにあたる)に旅し、ドルージャン(アゼルバイジャンにあたる)の祭司がイムリエルを奴隷として買い取ったことを知る。フェードルはドルージャンに行き、狂王マハールカギールの後宮に入る。限界を超える痛みを連日与えられ、アングィセットならではの苦しみを知る。後宮の女性たちと謀って狂王を殺し、イムリエルやジョスリンと共に脱出する。
反逆者の息子であるイムリエルはテールダンジュに送られることになるが、メネケットに向かうフェードルとジョスリンの船に密航する。一行はメネケットから砂漠を通ってジェベ・バルカル(エチオピア)に行き、さらに奥地へと向かいサバ族を見つけ出す。当初は拒否されながらもフェードルは唯一神の名前を手に入れる。
メリザンドはフェードル自身がイムリエルを育てると言う条件でイサンドル女王とその娘たちに危害を与えないと誓う。一行は王都に帰り、フェードルはイムリエルを育てる許しを女王から得る。フェードルは海峡に向かい、唯一神の名前を用いてヒアシンスを呪いから解放する。超自然的な力を使えるようになったヒヤシンスはツィンガン人の指導者になることを拒否し、アルバに渡ってドラスタンの妹シーベルと暮らすことを選ぶ。

## イムリエル三部作のあらすじ

### Kushiel's Scion
イムリエルはフェードルとジョスリンに育てられる。実母のメリザンドは脱走して行方不明となり、やがてイムリエルは宮廷で暮らし始める。イサンドル女王はイムリエルを夫ドラスタンの姪のドロレイと結婚させようとするが、イムリエルはイサンドルの長女シドニーを愛するようになる。イムリエルを憎む、反逆者イシドールの私生児マズリンがシドニーの護衛となり、恋のライバルとなる。
イムリエルは、親友イーモンのいるティベリウム(ローマにあたる)留学に旅立つ。ティベリウムでは大学に通い、乞食の哲学者カニスと知り合う。人妻クラウディアと関係を持ち、Unseen Guildに勧誘される。新しく得た友のルキウスの婚儀のためにルッカ(ルッカにあたる)に行くが、花嫁は誘拐されルッカは包囲される。ルキウスには祖先のガルスが乗り移り、包囲に対抗する。カニスはイムリエルを救い、母に送られたと言って死ぬ。ルッカは水攻めにあうが、ガルスが地獄への門を開いて水を流し出した後、ルキウスから去る。ティベリウムとテールダンジュの援軍が到着し、戦いはルッカの勝利に終わる。
イムリエルはテールダンジュに帰り、フェードルにGuildの話をし、長年の間に母メリザンドから送られた手紙を読む。

### Kushiel's Justice
イムリエルは女王の命に従ってドラスタンの姪のドロレイと結婚する決意をし、シドニーの妹のアレースはドロレイの兄でドラスタンの世継ぎであるタローカンの許嫁となる。アルバは姉妹の息子が相続する母系主義を取るため、イムリエルに息子が生まれればタローカンの世継ぎとなる。イムリエルはアルバ文化を学ぼうとするが、シドニーと愛し合うようになり苦しむ。ドロレイが王都に到着し、イムリエルと婚儀を挙げるが、イムリエルは他の女性を愛していると告白する。
イムリエルはドロレイとアルバに行きクランデリーで暮らし始める。マグウィン・ドーンと呼ばれるアルバの魔術師の女モルウェンに呪いをかけられる。ドロレイは身ごもるが、モルウェンは生まれるはずの息子がアルバを破滅に導く幻視をイムリエルに見せる。マグウィン・ドーンの指導者バーリクが変身した巨大な熊がイムリエルに瀕死の重傷を負わせ、ドロレイを殺してテールダンジュに逃げる。アルバの習慣に従い、イムリエルとアルバの戦士たちはバーリクの頭をドロレイの足元に埋めることを誓い、バーリクを追ってテールダンジュに来る。
一行はフラットランズ(ベルギー、オランダ、ルクセンブルクにあたる)に向かい、バーリクがイェシュト人の巡礼の一行の中にいたことを知る。スカルディアを迂回して船で行くが難破し、数を減らしながらもヴラルランド(ロシアにあたる)に着く。イムリエルは単独で極寒の奥地にバーリクを追い、バーリクは抵抗せず首をはねられる。イムリエルはマズリンと再会し、二人で首を持って帰りの途に着く。アルバではシドニーが待っている。ドロレイの足元にバーリクの首を埋め、イムリエルとシドニーはテールダンジュに向かう。

### Kushiel's Mercy
王都エルーアでは、反逆者の息子イムリエルと次の女王シドニーの交際を喜ばない人々がいる。女王は、イムリエルが母メリザンドを見つけ出さない限り、シドニーがイムリエルと結婚するなら世継ぎの地位を失うと決める。イムリエルは、メリザンドの居場所について情報を得るため、同盟国アラゴニアの敵のカルターゲ(モロッコ、アルジェリア、チュニジア、リビアにあたる、古代カルタゴの領域)の外交団の王都入りを助ける。カルターゲ人たちは日食を祝う祭りの準備を進めるが、イムリエルはカルターゲ人のUnseen Guildメンバーに針を刺され、失神する。
イムリエルが正気を取り戻した時、すべては一変している。テールダンジュはカルターゲと同盟を結び、シドニーはカルターゲの将軍アステガルと婚約している。イムリエルはこの狂気が王都だけの現象であることを知り、王都の外にいたバルクィール・ド・ランヴェールの助けを得てサイセラ(キプロスにあたる)に行き、母メリザンドとその恋人プトレマイオス・ソロンとと会う。
賢人ソロンはカルターゲの魔法が王都の人々を狂気に陥れたことを教え、魔法を解く方法を教える。ソロンはイムリエルの顔を別人に変える。アステガルの兄弟の魔術師は心を読めるため、イムリエルの記憶を変え別人だと思い込むようにする。イムリエルはカルターゲに向かう。
カルターゲでイムリエルはUnseen Guildの助けを得てシドニーに近づく。シドニーとイムリエルは
互いに理由を知らないまま魅かれあい、シドニーがイムリエルにキスをした時、ソロンの魔法は解けてイムリエルは記憶を取り戻す。そしてシドニーの背中の魔法の入れ墨を切り取った時シドニーは魔法を解かれ、記憶を取り戻す。イムリエルは魔術師を殺す。
二人はアラゴニア人が立てこもる首都アミルカールに逃げ込み、少数民族のユスケリア(バスクにあたる)に自治権を与える代わりに助勢を得てカルターゲ軍を倒し、アステガルを殺す。テールダンジュに戻り、反乱軍を率いるアレースとバルクィールに合流する。王都に侵入し、石を見つけて悪魔を解放する。呪いは解け、人々は正気に戻り、カルターゲはアラゴニアに降伏する。アレースはタローカンとの婚約を解消し、かわりに叔母ブリーディアの養女となり、大クルアハと並ぶ権威を持つ白魔術師のオラムとなるべく訓練を受ける。イムリエルとシドニーは翌年の夏に結婚する。

## モイリン三部作のあらすじ

### Naamah's Kiss
アレースの時代から約200年後、マグウィン・ドーンの母フェインシュとテールダンジュの祭司の間に生まれたモイリンは、荒野で母一人に育てられる。愛するイニスクランの領主の息子シリアンに死なれ、モイリンはマグウィン・ドーンの魔術の修行をするが、アルバを離れよとの女神のお告げを受ける。モイリンはアルバの首都ブリン・ガリドゥムに行って、符牒を見せて祖先アレースの資金を引き出す。
モイリンはテールダンジュの王都エルーアに着き、王妃の愛人のラファエル・デ・メレリオットに助けられる。モイリンはシナ(中国にあたる)から来た道士ロ・フェインから気を学び、父と初めて会う。ラファエルは交霊術のサークルにモイリンを呼び、モイリンの魔力を使って霊を呼び出す。シナの代表団がエルーアに来て、ロ・フェインと弟子のバオを連れ帰る。魂が告げるままに、モイリンは同行し、バオと愛し合うようになる。
一行はシナの天都について皇帝に謁見する。皇女の雪虎の中に龍が捕えられたため、雪虎は狂気に落ちている。龍を解放するため、モイリンと雪虎は白翡翠山に向かうが、そこで皇帝と反乱軍の戦争が勃発する。雪虎は湖に入り、龍が解放される。龍は反乱軍の火器の神雷を破壊し、戦争は終結する。反乱は終結するが、バオは殺される。ロ・フェインは命をなげうった道術により、モイリンの魂の半分を与えバオを蘇らせる。モイリンは人々の神雷の記憶を消す。バオは師の死に衝撃を受けて姿を消し、モイリンは魂の半分を持つバオを探してタタール(モンゴルにあたる)に向かう。

### Naamah's Curse
モイリンはバオを探して長城を超えタタールに入る。冬をタタールのキャンプを過ごし、部族の集会でバオに再会する。だがバオは父アーシュラン将軍の姪で、大可汗の娘と結婚している。バオを取り戻すため、モイリンは弓の試合で勝つが、不正を疑われてヴラリア人(ロシア人にあたる)に売られる。リヴァでイェシュト人の総主教ピョートル・ロストフのもとに囚われる。その甥のアレクセイの助けで一緒に逃げ出す。追いかけてきた総主教をモイリンが倒したところにタタール人が助けに来る。バオが"鷹と蜘蛛の女王"のもとに行ったと聞き、追いかけてバクティプール(ネパールにあたる)の"鼠の貴婦人"アムリタの助力を得る。バオは女王のもとで阿片中毒となっている。アムリタの助けを借りてクルギリ(チベットの一地域に当たる)を攻略し、バオとダイアモンドを取り戻す。アムリタは不可触民をカースト最下部に受け入れることを発表する。モイリンとバオは結婚し、ラファエルと対決するためにテールダンジュに戻ることにする。

### Naamah's Justice
モイリンとバオはテールダンジュに戻るが、ラファエルはティエリー王子と共に新大陸に行って不在である。モイリンは死んだジェハンヌの娘のデシリーの庇護者となる。ティエリー王子は帰らず、ダニエル王は絶望のあまり自殺する。宰相のロジエルはデシリーの摂政となり、デシリーをトリスタン王子と婚約させる。モイリンとバオはティエリー王子を見つけるため、バオ、デニス、バルサザールと共に新大陸に行く。一行は新大陸でアラゴニア人に迎えられ、現地のアッチュアトリ皇帝に助力を求め、皇帝はモイリンと一夜を過ごす条件で受け入れる。一行は奥地に進むにつれて障害に遭い数を減らす。ジャングルの川をさかのぼるが、食料は枯渇し病人が出る。一行はラファエルの治める村に着き、ティエリー王子を見つけるが、ラファエルは王子を解放しようとしない。ラファエルは黒蟻の軍団を操ってサパ・インカ(インカ帝国にあたる)のクスコ(クスコにあたる)を征服する。モイリンは霊を呼び出し、霊はラファエルを殺す。一行はティエリー王子を連れて帰国する。秘密裏にテールダンジュに入国し、ティエリー王子はトリスタン王子を逮捕し、王位に着く。モイリンとバオはアルバに行き、バオはモグウィン・ドーンの試練を受ける。

## 登場人物

### 主要人物
フェードル・ノ・デローネイフェードル三部作を通じた主人公であり、苦痛を快楽と転じ、受けた傷をあとかたなく癒すアングィセットと呼ばれる能力の持ち主。たぐいまれな美貌であるが、左目に“クシエルの矢”と呼ばれる赤い染みがある。下級貴族の父と神娼の母の間に生まれ、幼くして花館の奉公に売られる。アナフィール・デローネイに引き取られ、養女となって快楽と諜報の技を学び、外国語の達人となる。メリザンド・シャーリゼおよびイシドール・デーグルモールの裏切りを暴き、スカルディアの侵略を阻止する。イサンドル・ド・クールセルの信頼を得てその寵臣となり、アナフィールの領地モントレーヴを継いで女伯爵となる。その後もメリザンドとベネディクト・ド・ラ・クールセルのイサンドル暗殺の陰謀を阻止し、パーシィ・ド・サマヴィーユの王都エルーア攻略の企みを失敗に導くことに尽力する。10年後、メリザンドの依頼を受けて、失踪したベネディクトとの息子イムリエル・ド・ラ・クールセルを探索してドルージャン後宮から救出し、自らの養子とする。引き換えにメリザンドから得た手がかりをもとにサバに赴いて唯一の神の御名を手に入れて堕天使ラハブを祓い、幼馴染の友ヒアシンスを呪いから解放する。
アナフィール・デローネイモントレーヴ伯爵家出身、フェードルの師でありフェードルを引き取った養父。故ローランド・ド・ラ・クールセル王子の恋人であり、その娘イサンドルの誓願騎士となって数々の陰謀から守る。メリザンドとイシドールによって殺される。
アルクィン・デローネイフェードルと同様にアナフィールに引き取られ、快楽と諜報の技を学んだフェードルの義理の兄弟。アナフィールとともに殺される。
ジョスリン・ヴェルーユキャシリーヌ修道士としてフェードルの護衛となるが、キャシリーヌの純潔の掟と神娼であるフェードルへの愛のはざまで悩み、修道会を破門される。その後はフェードルの愛人となり、冒険と苦難をともにするが、一時フェードルと離れイェシュト人と行動を共にする。美男で最強の剣士。
ヒアシンスツィンガン人の母と天使国人の父の間に生まれた混血児であり、フェードルの幼馴染。予言の才ドロモンドを持つ。スカルディア侵略に際してアルバからの援軍を呼び込むため、早瀬の主となって三姉妹諸島に囚われる呪いを受ける。フェードルによって呪いを解かれた後はシーベルと結婚し、アルバに住む。
メリザンド・シャーリゼ最大の悪役。天使クシエルの血の濃い、クシェスの名門貴族シャーリゼ家の出身。たぐいまれな美貌と頭脳を持ち、天使国の王位を狙ってさまざまな陰謀を仕掛ける。スカルディアによる侵略戦争を仕掛け失敗に終わったのちに逃亡し、ベネディクトと結婚して王位の血筋の息子をもうける。天使国の多くの民と数々の王子や貴族を死に至らしめ、その家を崩壊させたために多くの天使国人に憎まれる。天使国では死刑を宣告されているが、ラ・セレニッシマのアシェラト神殿の庇護を受け、ここに幽閉されていることで処刑を逃れる。フェードルに願って行方不明になった息子イムリエルを見つけ出し育てさせる。後にサイセラに逃亡し、賢人ソロンの愛人となる。Unseen Guildのメンバーである。
イサンドル・ド・ラ・クールセルテールダンジュの女王。ガヌロン・ド・クールセルの孫。ローランドとイザベル・ド・ランヴェールの一人娘。
ドラスタン・マブ・ネクターナ黒猪氏族出身、アルバの大クルアハ、継承戦争を勝ち抜き、援軍を率いて天使国に渡り、スカルディア軍を破ってイサンドルの配偶者となる。一年のうち半分をアルバ、残り半分を天使国で過ごす。
イムリエル・ド・ラ・クールセルイムリエル三部作の主人公。メリザンドとベネディクトの息子。10歳までは出自を知らされずエルーア修道院で密かに育てられる。カルターゲ奴隷商人に誘拐され、ドルージャン後宮に売られ苦難の日々を送るがフェードルによって助け出され、その養子となる。反逆者の血筋と高い王位継承順位ゆえに、陰謀と憎悪にさらされるが、フェードルとジョスランの愛と庇護をうける。成長後はドラスタンの姪ドロレイと政略結婚を強いられるが、イサンドルの娘シドニーと愛し合うようになって苦しむ。妻ドロレイの死を贖う復讐の旅を成就させる。カルターゲの魔法に捕らわれた王都の人々とシドニーを救い出す。
シドニー・ド・ラ・クルーセルイサンドル女王とドラスタンの長女
アレース・ド・ラ・クルーセルイサンドル女王とドラスタンの次女
モイリン・マック・フェインシュモイリン三部作の主人公。アルバの荒野でアレースの子孫のマグウィン・ドーンである母フェインシュとテールダンジュの祭司の父の間に生まれる。

### テールダンジュの王侯貴族
| 名前                                               | 説明                                                                                     |
| ガヌロン・ド・ラ・クールセル                       | イサンドルの祖父であり、前王                                                             |
| ローランド・ド・ラ・クールセル                     | イサンドルの父でかつての王太子、三王子の戦いで死亡                                       |
| ベネディクト・ド・ラ・クールセル                   | イサンドルの大叔父にあたる王子、ラ・セレニッシマに在住、三王子の1人                      |
| エドメ・ド・ロカイユ                               | ローランドの婚約者、故人                                                                 |
| バルクィール・ド・ランヴェール                     | イサンドルの叔父で公爵                                                                   |
| イザベル・ド・ランヴェール                         | バルクィールの妹、ローランドの妃、イサンドルの母、故人                                   |
| ニコラ・ド・ランヴェール・イ・アラゴン             | バルクィールの従姉、アラゴニア王の弟に嫁す                                               |
| ヴァラール・ド・ランヴェール                       | バルクィエールの娘、ケベル・イム・アッカドの太子に嫁す                                   |
| イシドール・デーグルモール                         | カムラク領公爵、スカルディアと共謀して天使国王位を狙うが最後はヴァルデマールと刺し違える |
| リヨネット・ド・ラ・クールセル・ド・トレヴァリオン | ガヌロンの妹、アザールの雌獅子、息子とともに処刑される                                   |
| マルク・ド・トレヴァリオン                         | リヨネットの夫                                                                           |
| ボードワン・ド・トレヴァリオン                     | 公爵、マルクとリヨネットの息子、反逆罪により処刑される                                   |
| ベルナドット・トレヴァリオン                       | ボードウィンの妹、ジスラン・ド・サマヴィーユの妻となる                                   |
| ガスパール・ド・トレヴァリオン                     | フォルケー伯爵、マルクの従兄、アナフィールの友                                           |
| パーシィ・ド・サマヴィーユ                         | 王軍総帥、公爵。ガヌロンの妃の血縁のため、三王子の1人とされる                            |
| ジスラン・ド・サマヴィーユ                         | パーシィの息子                                                                           |
| ロクサーヌ・ド・メレリオ                           | マルシリコスの貴婦人、女公爵                                                             |
| マヴロス・シャーリゼ                               | イムリエルの従兄弟                                                                       |

### テールダンジュのその他の人々
| 名前                               | 説明                                                                           |
| クインティリウス・ルッス           | テールダンジュの海軍元帥、アナフィールの友                                     |
| テレジス・ド・モルネー             | 天使国の桂冠詩人、アナフィールの友                                             |
| マルミオン・シャーリゼ             | 従姉メリザンドの脱走を助けた妹ペルシアを殺害した罪で追放、アラゴニアに亡命する |
| セシリー・ラヴォー-ペラン          | フェードルの師                                                                 |
| ファブリール・ノ・エグランティーヌ | 花館の元お針子、のちに売れっ子の仕立屋                                         |
| ティ-フィリップ                    | 元"フェードルの野郎ども"、後にフェードルに仕える                               |
| アマランテ                         | シドニーの侍女                                                                 |
| マズリン                           | 反逆者イシドール・デーグルモールの私生児                                       |

### 他国の人々
| 名前                         | 説明                                                                       |
| モアレッド                   | ドラスタンの妹                                                             |
| ブリーディア                 | ドラスタンの妹                                                             |
| シーベル                     | ドラスタンの妹、ヒアシンスの妻となる                                       |
| イーモン、グレーン           | アルバにおけるダルリアダ人の双子王。イーモンはスカルディア侵略において戦死 |
| イーモン・マク・グレイン     | クインティリウス・ルッスの息子でイムリエルの親友                           |
| ドロレイ                     | ドラスタンの姪                                                             |
| タローカン・マブ・ネクターナ | ドラスタンの甥で世継ぎ                                                     |
| ヴァルデマール・セリグ       | スカルディアの指導者、聖王                                                 |
| チェーザレ・ストレガッツァ   | ラ・セレニッシマの統領（ドージュ）                                         |
| セヴェリオ・ストレガッツァ   | チェーザレの孫                                                             |
| ミカ・ベン・シモン           | イェシュト人の若者。ジョスランからキャシリーヌの剣術を教わる               |
| カザン・アルタビアデース     | イリュリアの海賊                                                           |
| プトレマイオス・ディカイオス | メネケットのファラオ                                                       |
| マハールカギール             | ドルージャン王                                                             |
| リジャス                     | ジュベ・バルカルの王子                                                     |
| カネカ                       | ドルージャン後宮に囚われていたジュベ・バルカル人                           |
| カリス                       | ティベリウムの乞食の哲学者にして、Unseen Guildのメンバー                   |
| クラウディア                 | ティベリウムの人妻でUnseen Guildのメンバー、イムリエルの不倫相手           |
| ルキウス                     | ルッカ出身のイムリエルの学友                                               |
| プトレマイオス・ソロン       | サイセラの賢人                                                             |
| アステガル                   | カルターゲの将軍                                                           |

## クシエルの遺産シリーズにおける主な地名

### テールダンジュ
天使国、エルーアと仲間の天使の末裔が住む、フランスにあたる。7つの領にわかれる。
| 領名         | 説明 |
| アザーレ     | 北岸に面す。天使アザによって築かれた。トレヴァリオン公爵家が治める。                                                               |
| エザンド     | 南岸に面す。天使エシェトによって築かれた。メレリオ公爵家の女当主“マルシリコスの貴婦人”が治める。マルシリコスはマルセイユにあたる。 |
| カムラク     | 東をスカルディアに接する。天使カマエルが築いた。デーグルモール公爵家が治める。                                                     |
| クシェス     | 西岸に面す。天使クシエルによって築かれた。モールバン公爵家が統治する。シャーリゼ家の領地が属する。                                 |
| ショヴァール | アラゴニアに接する。天使シェマゼによって築かれた。アナフィール・デローネイの領地モントレーヴが属する。                             |
| ナマール     | アザーレの南、ラニャースの北にある。天使ナーマーによって築かれた。ランヴェール公爵家が治める。                                     |
| ラニャース   | 王都エルーアを抱える。天使アナエルによって築かれた。サマヴィーユ公爵家が治める。王都エルーアはリヨンにあたる。                     |

### ヨーロッパにあたる諸国と地域
| 地名                 | 説明 |
| アラゴニア           | スペインおよびポルトガルにあたる、首都はアミルカール。 |
| アルバ               | イギリスにあたる。早瀬の主によって他国から隔離されてきた。住民はクルイスネ人ともピクト人とも呼ばれる。統治者はクルアハと呼ばれ、姉妹の息子が後継者となる女系相続である。首都はブリン・ガリドゥム。マグウィン・ドーンと呼ばれる古代からの魔術を使うドルイドにあたる人々がおり、またクルアハに協力して白魔術を使うオラムと呼ばれる人物がいる。 |
| イリュリア           | スロバキア、クロアチア、ボスニア、セルビア、アルバニアにあたる。 |
| ヴラリア             | ロシアにあたる。ヴラルグラードは首都。 |
| エーラ               | アイルランドとスコットランドにあたる。住民はケルト人にあたるダルリアダ人。アルバ島にもイニスクランを中心とする領地を持ち、スコットランドにあたる。 |
| クリティ             | クレタ島にあたる、ミノス王の子孫が統治する。 |
| ゴットランド         | ノルウェー、フィンランド、スウェーデンにあたる。 |
| サイセラ             | キプロスにあたる。賢人プトレマイオス・ソロンが治める。 |
| スカルディア         | ドイツ、オーストリア、ポーランド、チェコにあたる。長らくテールダンジュの侵略を図ってきた。 |
| チェルディッカ連合国 | イタリアにあたり、中世イタリアのように多くの都市国家群に分かれている。 ラ・セレニッシマは ヴェネツィアにあたる。海の女神アシェラットを信仰する、選挙で選ばれた統領（ドージュ）が統治する。 ティベリウムは ローマにあたる。かつては世界の広い地域を支配した。学問の中心である。 ミラッザはミラノにあたる。 ルッカはそのままルッカにあたる。   |
| チョワット           | ルーマニア、ハンガリー、ブルガリア、モルドバにあたる。 |
| フラットランズ       | ベルギー、オランダ、ルクセンブルクにあたる。 |
| ヘラス               | ギリシャにあたる。 |
| ユスケリア           | スペインとフランスにまたがるバスク地域にあたる、独立を求めるがこれを抑えようとするアラゴニアとの間に長年の不和がある。 |

### ヨーロッパ外にあたる諸国
| 地名                   | 説明 |
| ウマイヤート           | サウジアラビアにあたる。                                                                                   |
| エフェジウム           | トルコにあたる。                                                                                           |
| カルターゲ             | モロッコ、アルジェリア、チュニジア、リビアにあたる、古代カルタゴの領域とほぼ一致する。                     |
| ケベル・イム・アッカド | イラン、アフガニスタン、イラク、パキスタンにあたる大国、首都はニネヴェ。                                   |
| サバ                   | コンゴ、ウガンダ、ケニアにあたる、首都はティサール。                                                       |
| ジェベ・バルカル       | エチオピアにあたるが、ソマリア、エリトリア、ジブチ、スーダン内部へ向けて国境は広がっている、首都はメロエ。 |
| シナ                   | 中国にあたる。                                                                                             |
| タタール               | モンゴルにあたる。                                                                                         |
| トゥーファン           | チベットにあたる。                                                                                         |
| ドルージャン           | アゼルバイジャンにあたる、首都はダルシャンガ。                                                             |
| ヌビア                 | スーダンにあたる。                                                                                         |
| バクティプール         | ネパールにあたる。                                                                                         |
| ボーディスタン         | インドにあたる。                                                                                           |
| メネケット             | エジプトにあたる。ファラオが治める。首都はイスカンドリア。                                                 |

### 特定の国に属さない民族
| 民族       | 説明 |
| アマズィー | 特定の居住地を持たない遊牧民であるが、主にカルターゲ南部に居住する。ベルベル人に類似する。 |
| イェシュト | ユダヤ民族に類似する少数民族、各国に住む、ユーシフの子イェシュアを奉ずる。その宗教ハビル教はユダヤ教とキリスト教の分離前の状態に類似。ハビル語を話す。一部の民は自らの国を建設するために北方に移住しつつある。 |
| ツィンガン | ジプシー（ロマ）民族に類似する放浪の遊牧民族、各国に住むが、ボーディスタンに由来すると言われる。はるか昔エルーアを嘲ったために母なる大地に呪われ、流浪の民となる。                                             |